# Aleksandra Krunić
Aleksandra Krunić (ur. 15 marca 1993 w Moskwie) – serbska tenisistka, finalistka French Open 2025 w grze podwójnej kobiet.

## Kariera tenisowa
Karierę sportową rozpoczęła w wieku piętnastu lat, w lipcu 2008 roku, biorąc udział w turnieju rangi ITF w Prokuplje. Zagrała tam w turnieju głównym w grze pojedynczej, dzięki dzikiej karcie, i wygrała cały turniej, pokonując w finale Tanję Germanliewę z Bułgarii. Rok później zagrała ponownie na tym samym turnieju i też dotarła do finału, ale tym razem inna Bułgarka, Dalia Zafirowa okazała się od niej lepsza. Z powodzeniem natomiast wystąpiła w deblu, gdzie w parze z Emą Polić wygrała turniej, pokonując w finale parę Aleksandra Josifoska i Cristina Stancu. W sumie wygrała dziewięć turniejów singlowych i siedem deblowych rangi ITF.
W 2009 roku osiągnęła swój największy sukces juniorski, docierając (w parze z Sandrą Zaniewską) do finału gry podwójnej juniorskich rozgrywek wielkoszlemowego Australian Open.
Na początku lipca 2010 roku zagrała w kwalifikacjach do turnieju WTA, Gaz de France Budapest Grand Prix w Budapeszcie. Wygrała pierwszą rundę, pokonując Réka Lucę Jani, a w drugiej przegrała z Anastazją Piwowarową. Tydzień później ponownie zagrała w kwalifikacjach do podobnego turnieju – Banka Koper Slovenia Open w Portorožu, ale po wygraniu pierwszej rundy z Amrą Sadiković, przegrała w drugiej z Aleksandrą Panową. Na tym samym turnieju zagrała też w grze podwójnej, a dzięki dzikiej karcie, zmagania rozpoczęła od razu w turnieju głównym. Partnerując Jelenie Janković dotarła do półfinału imprezy, pokonując takie pary jak: Sesił Karatanczewa i Ana Tatiszwili oraz Eleni Daniilidu i Jasmin Wöhr.
W czerwcu 2011 roku zagrała po raz pierwszy w kwalifikacjach do turnieju na kortach Wimbledonu, ale przegrała już w pierwszej rundzie. Po tym nieudanym debiucie w rozgrywkach wielkoszlemowych zagrała w kwalifikacjach do turnieju Gaz de France Budapest Grand Prix, które wygrała, pokonując między innymi Natalię Grandin i Olgę Puczkową. W fazie głównej wygrała pierwszą rundę z Niną Bratczikową i przegrała drugą z Klarą Zakopalovą.
W styczniu 2012 roku, po osiągnięciu trzeciej rundy kwalifikacji w Australian Open awansowała do drugiej setki światowego rankingu WTA, na miejsce 198. W styczniu 2018 awansowała do czołowej „50” rankingu singlowego.
Wielokrotnie reprezentowała też swój kraj w rozgrywkach Pucharu Billie Jean King.
W zawodach cyklu WTA Tour Serbka wygrała jeden turniej w grze pojedynczej z trzech rozegranych finałów, w grze podwójnej natomiast wygrała sześć turniejów z jedenastu osiągniętych finałów. Triumfowała też w jednym singlowym turnieju cyklu WTA 125, a w jednym turnieju deblowym tej kategorii osiągnęła finał.

## Historia występów wielkoszlemowych
Legenda
     W, wygrany turniej
     F, przegrana w finale
     SF, przegrana w półfinale
     QF, przegrana w ćwierćfinale
     xR, przegrana w x rundzie
     Qx, przegrana w x rundzie kwalifikacji
     A, brak startu
     NH, turniej nie odbył się

### Występy w grze pojedynczej
| Australian Open        | A   | A   | A   | Q3  | Q1  | Q1  | 1R | 1R  | Q2 | 1R | 2R  | Q1  | Q3  | Q1  | A   | 1R  | A | 0 / 5  | 1 – 5   |  |  |  |  |  |  |  |  |
| French Open            | A   | A   | A   | Q1  | Q2  | Q2  | 1R | Q1  | Q3 | 1R | 2R  | A   | 1R  | 2R  | A   | 1R  | A | 0 / 6  | 2 – 6   |  |  |  |  |  |  |  |  |
| Wimbledon              | A   | A   | Q1  | A   | A   | Q1  | 3R | 1R  | Q3 | 1R | 1R  | NH  | Q2  | 1R  | Q1  | A   | A | 0 / 5  | 2 – 5   |  |  |  |  |  |  |  |  |
| US Open                | A   | A   | Q2  | Q2  | 1R  | 4R  | 1R | 1R  | 3R | 3R | 1R  | A   | A   | 3R  | A   | A   |   | 0 / 8  | 9 – 8   |  |  |  |  |  |  |  |  |
|                        |     |     |     |     |     |     |    |     |    |    |     |     |     |     |     |     |   |        |         |  |  |  |  |  |  |  |  |
| Ranking na koniec roku | 632 | 224 | 226 | 168 | 145 | 101 | 96 | 147 | 55 | 57 | 165 | 236 | 137 | 101 | 689 | 287 |   | 0 / 24 | 14 – 24 |  |  |  |  |  |  |  |  |

### Występy w grze podwójnej
| Australian Open        | A   | A   | A   | A   | A  | A  | A  | A  | 1R | 2R | 1R | 1R | QF | 1R | A   | 2R | 1R | 0 / 8  | 5 – 8   |  |  |  |  |  |  |  |  |
| French Open            | A   | A   | A   | A   | A  | A  | 1R | 3R | 2R | 2R | 1R | A  | 1R | 1R | A   | 1R | F  | 0 / 9  | 9 – 9   |  |  |  |  |  |  |  |  |
| Wimbledon              | A   | A   | A   | A   | A  | A  | 1R | 3R | 2R | 1R | 2R | NH | QF | 2R | 1R  | 1R | 1R | 0 / 10 | 7 – 10  |  |  |  |  |  |  |  |  |
| US Open                | A   | A   | A   | A   | A  | A  | 3R | 1R | 1R | 1R | 2R | A  | 2R | 1R | A   | A  |    | 0 / 7  | 4 – 7   |  |  |  |  |  |  |  |  |
|                        |     |     |     |     |    |    |    |    |    |    |    |    |    |    |     |    |    |        |         |  |  |  |  |  |  |  |  |
| Ranking na koniec roku | 752 | 363 | 613 | 345 | 97 | 91 | 94 | 47 | 76 | 66 | 38 | 64 | 46 | 54 | 873 | 67 |    | 0 / 34 | 25 – 34 |  |  |  |  |  |  |  |  |

### Występy w grze mieszanej
| Australian Open | A | A | A | A | A | A | A | A | A | A | A | A  | A | 1R | A | A | A | 0 / 1 | 0 – 1 |  |  |  |  |  |  |  |  |
| French Open     | A | A | A | A | A | A | A | A | A | A | A | NH | A | A  | A | A | A | 0 / 0 | 0 – 0 |  |  |  |  |  |  |  |  |
| Wimbledon       | A | A | A | A | A | A | A | A | A | A | A | NH | A | 2R | A | A | A | 0 / 1 | 1 – 1 |  |  |  |  |  |  |  |  |
| US Open         | A | A | A | A | A | A | A | A | A | A | A | NH | A | A  | A | A |   | 0 / 0 | 0 – 0 |  |  |  |  |  |  |  |  |
|                 |   |   |   |   |   |   |   |   |   |   |   |    |   |    |   |   |   |       |       |  |  |  |  |  |  |  |  |
|                 |   |   |   |   |   |   |   |   |   |   |   |    |   |    |   |   |   | 0 / 2 | 1 – 2 |  |  |  |  |  |  |  |  |

## Finały turniejów WTA
| Legenda                     | Legenda |
| --------------------------- | ------- |
| Wielki Szlem                |         |
| Igrzyska olimpijskie        |         |
| WTA Tour Championships      |         |
| 2009 – 2020                 |         |
| WTA Premier Mandatory       |         |
| WTA Premier 5               |         |
| WTA Premier                 |         |
| WTA International Series    |         |
| WTA 125K series (2012–2020) |         |
| od 2021                     |         |
| WTA 1000 (obowiązkowe)      |         |
| WTA 1000 (nieobowiązkowe)   |         |
| WTA 500                     |         |
| WTA 250                     |         |
| WTA 125                     |         |

### Gra pojedyncza 3 (1–2)
| Końcowy wynik | Nr | Data             | Turniej   | Nawierzchnia | Przeciwniczka    | Wynik finału     |
| ------------- | -- | ---------------- | --------- | ------------ | ---------------- | ---------------- |
| Finalistka    | 1. | 23 września 2017 | Kanton    | Twarda       | Zhang Shuai      | 2:6, 6:3, 2:6    |
| Zwyciężczyni  | 1. | 17 czerwca 2018  | Rosmalen  | Trawiasta    | Kirsten Flipkens | 6:7(0), 7:5, 6:1 |
| Finalistka    | 2. | 17 lipca 2022    | Budapeszt | Ceglana      | Bernarda Pera    | 3:6, 3:6         |

### Gra podwójna 14 (7–7)
| Końcowy wynik | Nr | Data                 | Turniej          | Nawierzchnia   | Partnerka                 | Przeciwniczki                           | Wynik finału      |
| ------------- | -- | -------------------- | ---------------- | -------------- | ------------------------- | --------------------------------------- | ----------------- |
| Finalistka    | 1. | 28 lipca 2013        | Baku             | Twarda         | Eleni Daniilidu           | Iryna Buriaczok Oksana Kalasznikowa     | 6:4, 6:7(3), 4–10 |
| Zwyciężczyni  | 1. | 13 września 2014     | Taszkent         | Twarda         | Kateřina Siniaková        | Margarita Gasparian Aleksandra Panowa   | 6:2, 6:1          |
| Zwyciężczyni  | 2. | 29 kwietnia 2016     | Rabat            | Ceglana        | Xenia Knoll               | Tatjana Maria Raluca Olaru              | 6:3, 6:0          |
| Finalistka    | 2. | 11 czerwca 2016      | ’s-Hertogenbosch | Trawiasta      | Xenia Knoll               | Oksana Kalasznikowa Jarosława Szwiedowa | 1:6, 1:6          |
| Zwyciężczyni  | 3. | 11 stycznia 2019     | Sydney           | Twarda         | Kateřina Siniaková        | Eri Hozumi Alicja Rosolska              | 6:1, 7:6(3)       |
| Zwyciężczyni  | 4. | 16 czerwca 2019      | Rosmalen         | Trawiasta      | Shūko Aoyama              | Lesley Kerkhove Bibiane Schoofs         | 7:5, 6:3          |
| Zwyciężczyni  | 5. | 21 maja 2021         | Belgrad          | Ceglana        | Nina Stojanović           | Greet Minnen Alison Van Uytvanck        | 6:0, 6:2          |
| Finalistka    | 3. | 19 września 2021     | Portorož         | Twarda         | Lesley Pattinama Kerkhove | Anna Kalinska Tereza Mihalíková         | 6:4, 2:6, 10–12   |
| Finalistka    | 4. | 31 października 2021 | Kluż-Napoka      | Twarda (hala)  | Lesley Pattinama Kerkhove | Irina Bara Ekaterine Gorgodze           | 6:4, 1:6, 9–11    |
| Zwyciężczyni  | 6. | 25 czerwca 2022      | Eastbourne       | Trawiasta      | Magda Linette             | Ludmyła Kiczenok Jeļena Ostapenko       | walkower          |
| Finalistka    | 5. | 27 sierpnia 2022     | Cleveland        | Twarda         | Anna Danilina             | Nicole Melichar-Martinez Ellen Perez    | 5:7, 3:6          |
| Finalistka    | 6. | 5 stycznia 2025      | Auckland         | Twarda         | Sabrina Santamaria        | Jiang Xinyu Wu Fang-hsien               | 3:6, 4:6          |
| Zwyciężczyni  | 7. | 20 kwietnia 2025     | Rouen            | Ceglana (hala) | Sabrina Santamaria        | Irina Chromaczowa Linda Nosková         | 6:0, 6:4          |
| Finalistka    | 7. | 8 czerwca 2025       | French Open      | Ceglana        | Anna Danilina             | Sara Errani Jasmine Paolini             | 4:6, 6:2, 1:6     |

## Finały turniejów WTA 125

### Gra pojedyncza 1 (1–0)
| Końcowy wynik | Nr | Data            | Turniej | Nawierzchnia | Przeciwniczka     | Wynik finału   |
| ------------- | -- | --------------- | ------- | ------------ | ----------------- | -------------- |
| Zwyciężczyni  | 1. | 11 czerwca 2017 | Bol     | Ceglana      | Alexandra Cadanțu | 6:3, 3:0 krecz |

### Gra podwójna 1 (0–1)
| Końcowy wynik | Nr | Data           | Turniej  | Nawierzchnia | Partnerka      | Przeciwniczki               | Wynik finału   |
| ------------- | -- | -------------- | -------- | ------------ | -------------- | --------------------------- | -------------- |
| Finalistka    | 1. | 5 czerwca 2022 | Makarska | Ceglana      | Olga Danilović | Dalila Jakupović Tena Lukas | 7:5, 2:6, 5–10 |

## Finały turniejów ITF
| turnieje z pulą nagród 100 000 $ (W100)  |
| turnieje z pulą nagród 75/80 000 $ (W80) |
| turnieje z pulą nagród 50/60 000 $ (W75) |
| turnieje z pulą nagród 40 000 $ (W50)    |
| turnieje z pulą nagród 25 000 $ (W35)    |
| turnieje z pulą nagród 15 000 $ (W15)    |
| turnieje z pulą nagród 10 000 $          |

### Gra pojedyncza 13 (9–4)
| Rezultat     |    | Data       | Turniej      | ($)     | Naw.          | Przeciwniczka          | Wynik            |
| Zwyciężczyni | 1. | 06/07/2008 | Prokuplje    | 10 000  | Ceglana       | Tanja Germanliewa      | 6:4, 6:1         |
| Finalistka   | 1. | 12/07/2009 | Prokuplje    | 10 000  | Ceglana       | Dalija Zafirowa        | 3:6, 6:7(3)      |
| Zwyciężczyni | 2. | 29/08/2009 | Velenje      | 10 000  | Ceglana       | Nika Ožegović          | 6:3, 6:1         |
| Zwyciężczyni | 3. | 18/10/2009 | Dubrownik    | 10 000  | Ceglana       | Karin Morgošová        | 6:0, 6:3         |
| Zwyciężczyni | 4. | 10/01/2010 | Quanzhou     | 50 000  | Twarda        | Zhou Yimiao            | 6:3, 7:5         |
| Zwyciężczyni | 5. | 23/05/2010 | Moskwa       | 25 000  | Ceglana       | Natalja Ryżonkowa      | 6:3, 4:6, 6:2    |
| Finalistka   | 2. | 19/05/2012 | Caserta      | 25 000  | Ceglana       | Bianca Botto           | 1:6, 0:6         |
| Zwyciężczyni | 6. | 24/06/2012 | Lenzerheide  | 25 000  | Ceglana       | Chiara Scholl          | 6:3, 6:3         |
| Zwyciężczyni | 7. | 10/03/2013 | Irapuato     | 25 000  | Twarda        | Olha Sawczuk           | 7:6(4), 6:4      |
| Zwyciężczyni | 8. | 08/09/2013 | Trabzon      | 50 000  | Twarda        | Stéphanie Foretz Gacon | 1:6, 6:4, 6:3    |
| Zwyciężczyni | 9. | 20/12/2014 | Ankara       | 50 000  | Twarda (hala) | Akgul Amanmuradova     | 3:6, 6:2, 7:6(6) |
| Finalistka   | 3. | 18/06/2017 | Manchester   | 100 000 | Trawiasta     | Zarina Dijas           | 4:6, 4:6         |
| Finalistka   | 4. | 20/06/2021 | Staré Splavy | 60 000  | Ceglana       | Zheng Qinwen           | 6:7(5), 3:6      |

### Gra podwójna 20 (8–12)
| Rezultat     |     | Data       | Turniej        | ($)      | Naw.            | Partnerka           | Przeciwniczki                                 | Wynik                  |
| Zwyciężczyni | 1.  | 12/07/2009 | Prokuplje      | 10 000   | Ceglana         | Ema Polić           | Aleksandra Josifoska Cristina-Mădălina Stancu | 6:2, 7:6(3)            |
| Finalistka   | 1.  | 23/05/2010 | Moskwa         | 25 000   | Ceglana         | Marina Szamajko     | Anna-Arina Marjenko Jekaterina Jakowlewa      | 2:6, 2:6               |
| Finalistka   | 2.  | 20/05/2012 | Caserta        | 25 000   | Ceglana         | Viktorija Golubic   | Katarzyna Piter Romana Tabaková               | 2:6, 4:6               |
| Zwyciężczyni | 2.  | 24/06/2012 | Lenzerheide    | 25 000   | Ceglana         | Ana Vrljić          | Ksienija Łykina Izabełła Szinikowa            | 6:2, 6:4               |
| Finalistka   | 3.  | 09/03/2013 | Irapuato       | 25 000   | Twarda          | Amra Sadiković      | Ałła Kudriawcewa Olha Sawczuk                 | 2:6, 4:6               |
| Zwyciężczyni | 3.  | 26/04/2013 | Tunis          | 25 000   | Ceglana         | Katarzyna Piter     | Réka Luca Jani Jewgienija Paszkowa            | 6:2, 3:6, 10–7         |
| Zwyciężczyni | 4.  | 10/08/2013 | Izmir          | 25 000   | Twarda          | Katarzyna Piter     | Kristi Boxx Abigail Guthrie                   | 6:2, 6:2               |
| Zwyciężczyni | 5.  | 13/09/2013 | Trabzon        | 50 000   | Twarda          | Oksana Kalasznikowa | Ani Amiraghian Dalila Jakupović               | 6:2, 6:1               |
| Finalistka   | 4.  | 20/12/2013 | Ankara         | 50 000   | Twarda (hala)   | Eleni Daniilidu     | Julija Bejhelzimer Çağla Büyükakçay           | 3:6, 3:6               |
| Finalistka   | 5.  | 20/02/2014 | Kreuzlingen    | 25 000   | Dywanowa (hala) | Amra Sadiković      | Eva Birnerová Michaëlla Krajicek              | 1:6, 6:4, 6–10         |
| Finalistka   | 6.  | 26/04/2014 | Stambuł        | 50 000   | Twarda          | Michaëlla Krajicek  | Petra Krejsová Tereza Smitková                | 6:1, 6:7(2), 9–11      |
| Finalistka   | 7.  | 19/07/2014 | Ołomuniec      | 50 000   | Ceglana         | Barbora Krejčíková  | Petra Cetkovská Renata Voráčová               | 2:6, 6:4, 7–10         |
| Zwyciężczyni | 6.  | 26/07/2014 | Sobota         | 50 000+H | Ceglana         | Barbora Krejčíková  | Anastasija Wasyljewa Maryna Zanewśka          | 3:6, 6:0, 10–6         |
| Finalistka   | 8.  | 09/05/2015 | Trnawa         | 100 000  | Ceglana         | Petra Martić        | Julija Bejhelzimer Margarita Gasparian        | 3:6, 2:6               |
| Finalistka   | 9.  | 08/05/2016 | Cagnes-sur-Mer | 100 000  | Ceglana         | Xenia Knoll         | Andreea Mitu Demi Schuurs                     | 4:6, 5:7               |
| Finalistka   | 10. | 14/07/2017 | Budapeszt      | 100 000  | Ceglana         | Nina Stojanović     | Mariana Duque Mariño María Irigoyen           | 6:7(3), 5:7            |
| Zwyciężczyni | 7.  | 15/02/2020 | Kair           | 100 000  | Twarda          | Katarzyna Piter     | Arantxa Rus Majar Szarif                      | 6:4, 6:2               |
| Finalistka   | 11. | 28/04/2024 | Tokio          | 100 000  | Twarda          | Arina Rodionowa     | Kimberly Birrell Jang Su-jeong                | 5:7, 3:6, 8–10         |
| Zwyciężczyni | 8.  | 07/06/2024 | Surbiton       | 100 000  | Trawiasta       | Emina Bektas        | Sarah Beth Grey Tara Moore                    | 6:1, 6:1               |
| Finalistka   | 12. | 26/04/2025 | Oeiras         | 100 000  | Ceglana         | Sabrina Santamaria  | Francisca Jorge Matilde Jorge                 | 7:6(7), 1:6, 0–1 krecz |

## Występy w igrzyskach olimpijskich

### Gra pojedyncza
| Runda                                                                                 | Przeciwniczka                | Wynik    |
| ------------------------------------------------------------------------------------- | ---------------------------- | -------- |
|                                                                                       |                              |          |
| Letnie Igrzyska Olimpijskie w Rio de Janeiro 2016, reprezentując państwo Serbia [Alt] |                              |          |
| I runda                                                                               | Francja: Kristina Mladenovic | 1:6, 4:6 |

### Gra podwójna
| Runda                                                                           | Partnerka       | Przeciwniczki                                   | Wynik           |
| ------------------------------------------------------------------------------- | --------------- | ----------------------------------------------- | --------------- |
|                                                                                 |                 |                                                 |                 |
| Letnie Igrzyska Olimpijskie w Rio de Janeiro 2016, reprezentując państwo Serbia |                 |                                                 |                 |
| I runda                                                                         | Jelena Janković | Wielka Brytania: Johanna Konta / Heather Watson | 2:6, 1:6        |
|                                                                                 |                 |                                                 |                 |
| Letnie Igrzyska Olimpijskie w Tokio 2020, reprezentując państwo Serbia          |                 |                                                 |                 |
| I runda                                                                         | Nina Stojanović | Chiny: Xu Yifan / Yang Zhaoxuan                 | 6:4, 4:6, 16–18 |

## Finały juniorskich turniejów wielkoszlemowych

### Gra podwójna (1)
| Końcowy wynik | Rok  | Turniej         | Nawierzchnia | Partnerka        | Przeciwniczki                     | Wynik finału   |
| Finalistka    | 2009 | Australian Open | Twarda       | Sandra Zaniewska | Christina McHale Ajla Tomljanović | 1:6, 6:2, 4–10 |